# Manşūrī-ye Jonūbī
Manşūrī-ye Jonūbī (persiska: منصوری جنوبی) är en ort i Iran.   Den ligger i provinsen Bushehr, i den centrala delen av landet, 700 km söder om huvudstaden Teheran. Manşūrī-ye Jonūbī ligger 43 meter över havet och antalet invånare är 373.
Terrängen runt Manşūrī-ye Jonūbī är varierad. Runt Manşūrī-ye Jonūbī är det ganska glesbefolkat, med 40 invånare per kvadratkilometer. Närmaste större samhälle är Ahram, 8,4 km söder om Manşūrī-ye Jonūbī. Omgivningarna runt Manşūrī-ye Jonūbī är i huvudsak ett öppet busklandskap.